# کریس هاسی

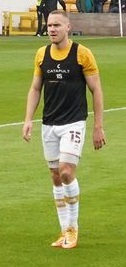
کریس هاسی - ۲۰۲۲

کریس هاسی (انگلیسی: Chris Hussey؛ زادهٔ ۲ ژانویهٔ ۱۹۸۹) یک بازیکن فوتبال است.